# Ремігіус Гелленталь
Ремігіус Гелленталь (нім. Remigius Hellenthal) — німецький залізничник, старший технічний інспектор Імперської залізниці. Кавалер Лицарського хреста Хреста Воєнних заслуг з мечами.

## Нагороди
- Хрест Воєнних заслуг
  - 2-го класу з мечами (27 червня 1942)
  - 1-го класу з мечами (30 січня 1943)
- Медаль «За зимову кампанію на Сході 1941/42»
- Лицарський хрест Хреста Воєнних заслуг з мечами (7 грудня 1943)